# Oscarsgalan 1936
Oscarsgalan 1936 som hölls 5 mars 1936 var den 8:e upplagan av Oscarsgalan där det prestigefyllda amerikanska filmpriset Oscar delades ut till filmer som kom ut under 1935.

## Vinnare och nominerade
Vinnarna listas i fetstil.
| Enastående produktion | Bästa regi |
| --- | --- |
| - Myteri (MGM) - Vid 19 år (RKO Radio) - Broadways melodi 1936 (MGM) - Kapten Blod (Cosmopolitan) - David Copperfield (MGM) - Angivaren (RKO Radio) - Polisprefekten (20th Century Pictures) - En bengalisk lansiär (Paramount) - En midsommarnattsdröm (Warner Bros.) - Marietta (MGM) - Det var livat i Paris (Paramount) - Top Hat (RKO Radio) | - John Ford – Angivaren - Michael Curtiz – Kapten Blod (Write-in) - Henry Hathaway – En bengalisk lansiär - Frank Lloyd – Myteri |
| Bästa manliga huvudroll | Bästa kvinnliga huvudroll |
| - Victor McLaglen – Angivaren - Clark Gable – Myteri - Charles Laughton – Myteri - Paul Muni – Svart raseri (Write-in) - Franchot Tone – Myteri | - Bette Davis – Tillbaka till livet - Elisabeth Bergner – Övergiv mig icke - Claudette Colbert – Enskilt område - Katharine Hepburn – Vid 19 år - Miriam Hopkins – Fåfängans marknad - Merle Oberon – Mörkrets ängel                                                                              |
| Bästa berättelse | Bästa manus efter förlaga |
| - Miraklet vid Cherry Street – Ben Hecht och Charles MacArthur - Broadways melodi 1936 – Moss Hart - Prinscharmören – Don Hartman och Stephen Morehouse Avery - Den stora razzian – Darryl F. Zanuck (Write-in) | - Angivaren – Dudley Nichols (ej mottagen) - En bengalisk lansiär – Achmed Abdullah, John L. Balderston, Grover Jones, William Slavens McNutt, Waldemar Young - Myteri – Jules Furthman, Talbot Jennings och Carey Wilson - Kapten Blod – Casey Robinson (Write-in)                               |
| Bästa kortfilm (Komedi) | Bästa kortfilm (Nymodighet) |
| - How to Sleep – Jack Chertok - Oh, My Nerves – Jules White - Öga för öga – Hal Roach | - Wings Over Everest (Gaumont British och Skibo Productions) - Audioscopiks – Pete Smith - Camera Thrills (Universal) |
| Bästa animerade kortfilm | |
| - Tre ensamma kattungar – Walt Disney - The Calico Dragon – Rudolf Ising och Hugh Harman - Vem sköt Cock Robin? – Walt Disney | |
| Bästa filmmusik | Bästa sång |
| - Angivaren – Max Steiner (RKO Radio Studio Music Department) - Kapten Blod – Leo F. Forbstein (Warner Bros.-First National Studio Music Department) (Write-in) - Myteri – Nat W. Finston (MGM Studio Music Department) - Fången på Dartmoor – Irvin Talbot (Paramount Studio Music Department) | - "Lullaby of Broadway" från Gold Diggers 1936 – Musik av Harry Warren; Text av Al Dubin - "Cheek to Cheek" från Top Hat – Musik och Text av Irving Berlin - "Lovely to Look At" från Roberta – Musik av Jerome Kern; Text av Dorothy Fields och Jimmy McHugh                                     |
| Bästa scenografi | Bästa foto |
| - Mörkrets ängel – Richard Day - En bengalisk lansiär – Hans Dreier och Roland Anderson - Top Hat – Carroll Clark och Van Nest Polglase | - En midsommarnattsdröm – Hal Mohr - Barbarkusten – Ray June - Korsriddarna – Victor Milner - Polisprefekten – Gregg Toland |
| Bästa ljudinspelning | Bästa klippning |
| - Marietta – Douglas Shearer (MGM Studio Sound Department) - 1,000 Dollars a Minute (Republic Studio Sound Department) - Frankensteins brud – Gilbert Kurland (Universal Studio Sound Department) - Kapten Blod – Nathan Levinson (Warner Bros. Studio Sound Department) - Mörkrets ängel – Thomas T. Moulton (United Artists Studio Sound Department) - Blott en dröm – Carl Dreher (RKO Radio Studio Sound Department) - En bengalisk lansiär – Franklin B. Hansen (Paramount Studio Sound Department) - Älska mig evigt – John Livadary (Columbia Studio Sound Department) - Glada musikanter – Edmund H. Hansen (Fox Studio Sound Department) | - En midsommarnattsdröm – Ralph Dawson - David Copperfield – Robert Kern - Angivaren – George Hively - Polisprefekten – Barbara McLean - En bengalisk lansiär – Ellsworth Hoagland - Myteri – Margaret Booth                                                                                      |
| Bästa regiassistent | Bästa koreografi |
| - En bengalisk lansiär – Clem Beauchamp och Paul Wing - David Copperfield – Joseph M. Newman - Polisprefekten – Eric Stacey - En midsommarnattsdröm – Sherry Shourds (Write-in) | - Broadways melodi 1936 – Dave Gould - Folies Bergere – Dave Gould - Hjärter kung – LeRoy Prinz - Radioparaden – LeRoy Prinz - Broadway Hostess – Bobby Connolly - Gold Diggers 1936 – Busby Berkeley - King of Burlesque – Sammy Lee - Hon den odödliga – Benjamin Zemach - Top Hat – Hermes Pan |

### Hedersoscar
- D.W. Griffith

### Filmer med flera nomineringar
- 8 nomineringar: Myteri
- 7 nomineringar: En bengalisk lansiär
- 6 nomineringar: Angivaren
- 5 nomineringar: Kapten Blod
- 4 nomineringar: Polisprefekten, En midsommarnattsdröm, Top Hat
- 3 nomineringar: Broadways melodi 1936, David Copperfield, Mörkrets ängel
- 2 nomineringar: Vid 19 år, Marietta, Gold Diggers 1936

### Filmer med flera priser
- 4 priser: Angivaren
- 2 priser: En midsommarnattsdröm